# Aschenbrennermarter
Aschenbrennermarter ist ein Gemeindeteil der Gemeinde Altenthann im Oberpfälzer Landkreis Regensburg (Bayern).
Hier liegt das Jagdschloss Aschenbrennermarter.

## Geografische Lage
Aschenbrennermarter liegt dreieinhalb Kilometer südlich des Ortskerns von Altenthann und ist eine rund zweieinhalb Hektar große Exklave der Gemeinde Altenthann im gemeindefreien Gebiet Forstmühler Forst.